# ホンダ・クラリティ フューエル セル
クラリティ フューエル セル（CLARITY FUEL CELL）は、本田技研工業がかつて、日本、および北米市場で製造・販売していた量産型のセダン型燃料電池自動車。なお、日本市場においても2016年3月から2021年9月まで製造・販売されていた。
なお、本項では便宜上、プラグインハイブリッドモデルの「クラリティPHEV」、エレクトリックモデル（BEV）の「クラリティ エレクトリック」についても併せて述べる。

## クラリティ フューエル セル
ホンダは1980年代後半からFCVの研究開発を開始し、2002年に「FCX」、2008年には「FCXクラリティ」のリースを行い各種データの収集を行ってきた。これらの豊富な蓄積を活かし、ホンダ初の量産型FCV市販車として発売された。
FCスタックのセル出力を従来の1.5倍に向上することで、セルの厚みを20%、数を30％削減し、従来型から33％の小型化を実現。世界で初めてセダンのボンネット内に搭載することで、大人5人がゆったりと乗車できる空間を確保することに成功している。
2015年の東京モーターショーにFCXクラリティのコンセプトを継ぐ車として発表され、2016年3月10日に発売された。1充填（3分）あたり航続距離750kmを実現している。ホンダがリースをしてきたFCXクラリティより高圧の70MPaの圧縮水素タンクを採用し、トヨタ・MIRAIと共通化を果しており、水素ステーションの設備の共通化に貢献する取組となっている。

2019年12月18日、一部改良をした2020年モデルをアメリカで発表。車両接近通報装置、寒冷時のシステムの起動性能が改良された。

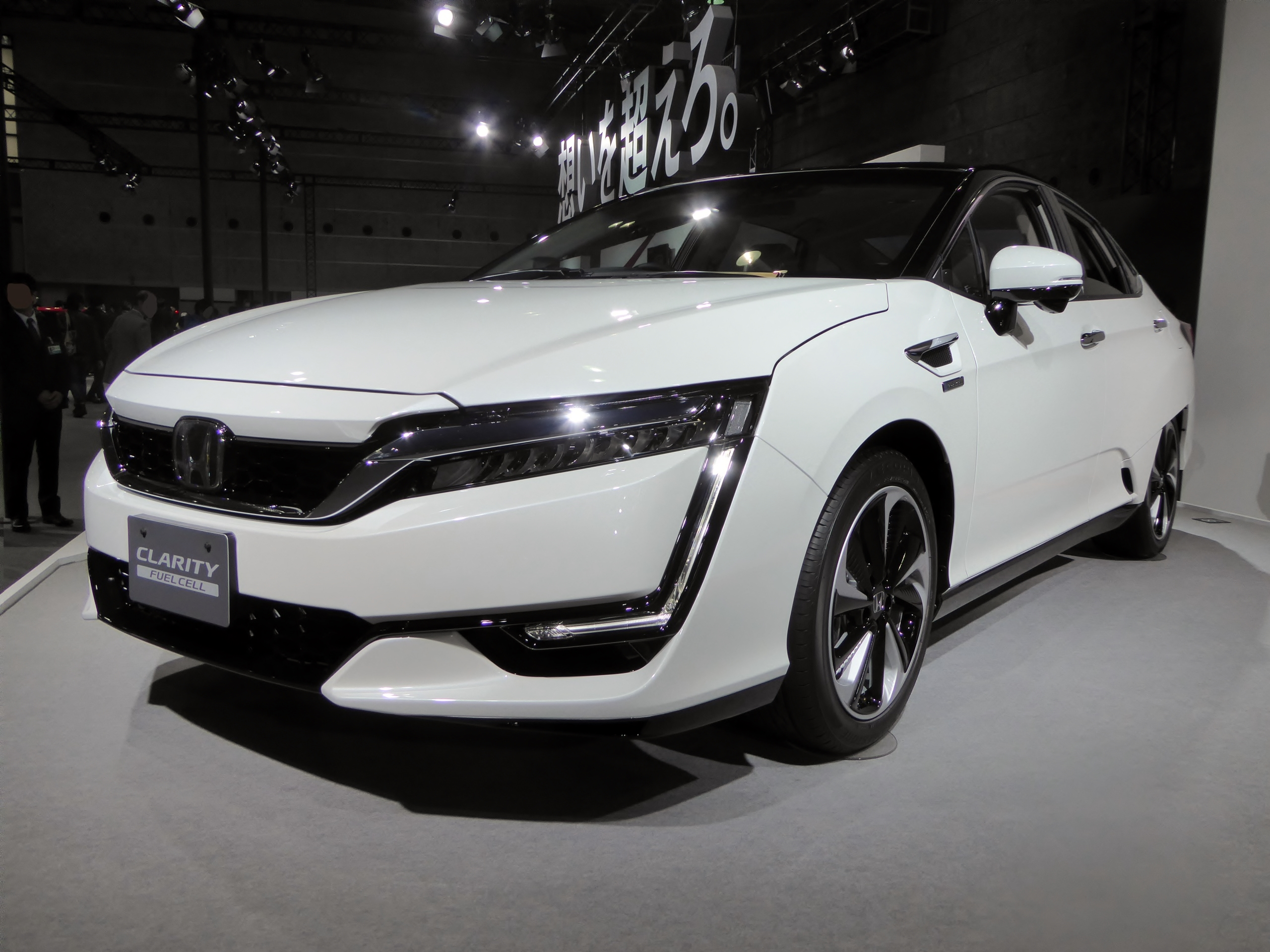
フュール セル フロント
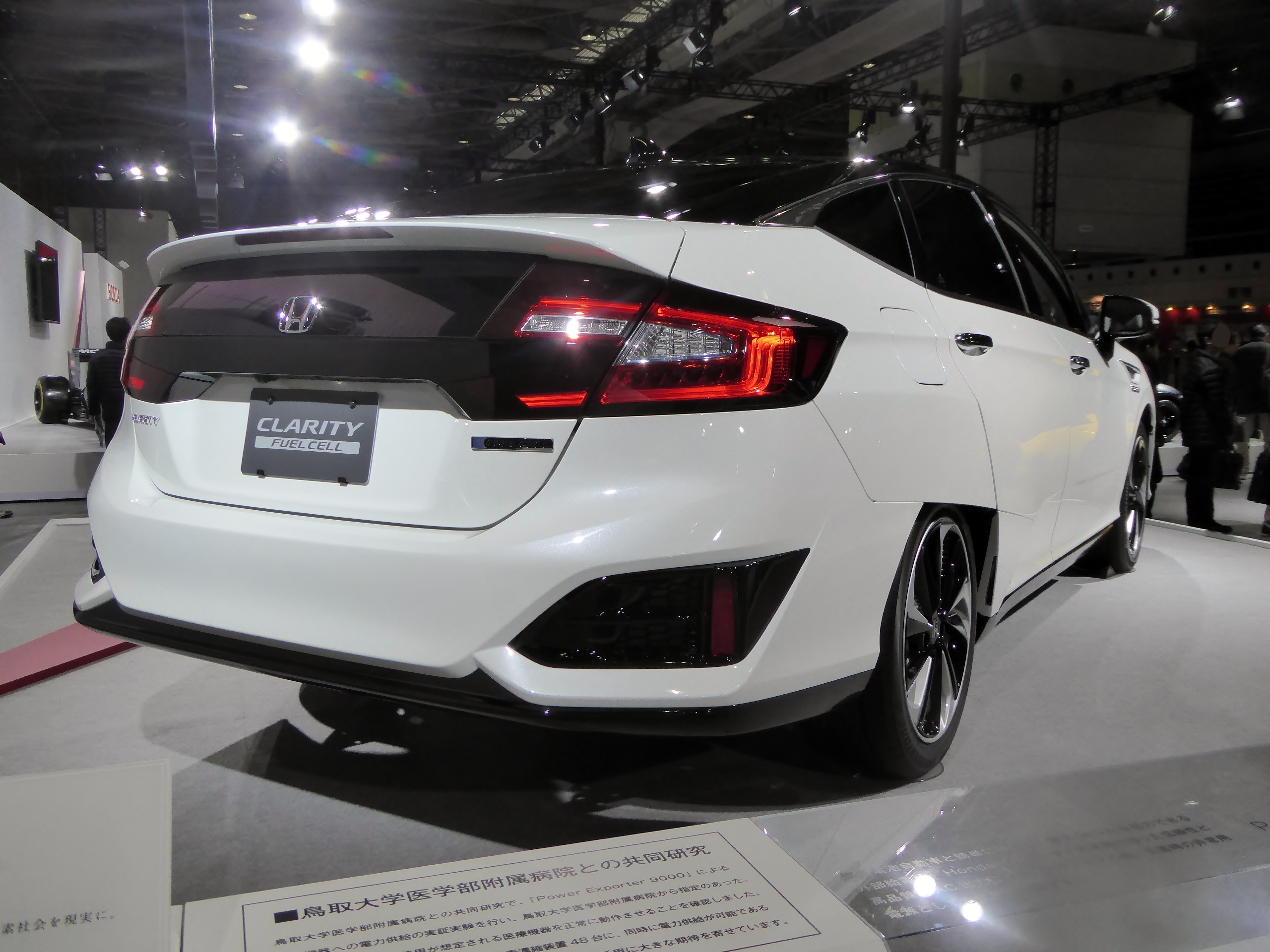
フュール セル リア
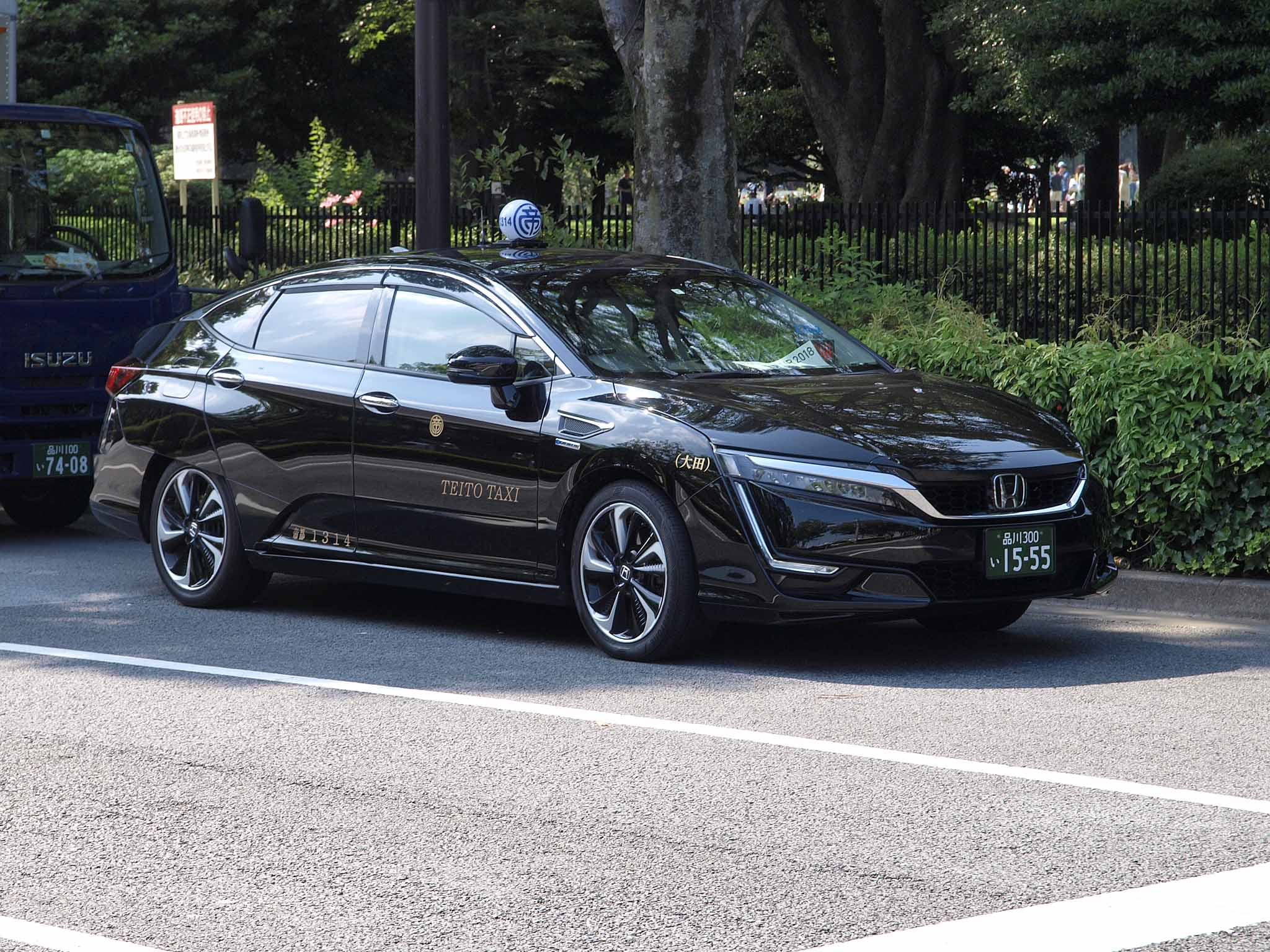
タクシーとしての使用例（帝都自動車交通）

## クラリティ PHEV
2017年4月14日から開催されたニューヨーク国際オートショーで、本車のプラグインハイブリッド版である「CLARITY PLUG-IN HYBRID（クラリティ プラグイン ハイブリッド）」を電気自動車の「CLARITY ELECTRIC（クラリティ エレクトリック）」と同時に発表した。
日本では2018年夏から導入する予定であると東京モーターショー2017で発表され、2018年7月19日に「クラリティ PHEV」の車種名で翌20日から発売すると正式に発表された。

## クラリティ エレクトリック
2017年4月14日から開催されたニューヨーク国際オートショーで、本車の純電動版である「CLARITY ELECTRIC」を「CLARITY PLUG-IN HYBRID」と同時に発表した。

2017年8月4日からカリフォルニア州とオレゴン州でリース販売を開始した。これによって、世界で初めて同一プラットフォームにFCEV、PHEV、BEVという3種類の電動パワートレインを採用した車種となった。

## 年表
- 2015年10月20日 - 東京モーターショー2015で世界初披露[3]。
- 2016年
  - 3月10日 - フューエル セルの日本国内販売開始[1]。
  - 3月23日 - ニューヨーク国際オートショー16でフューエル セルの米国仕様車を初公開[12]。
  - 11月7日 - 2016～2017日本自動車殿堂カーテクノロジーオブザイヤーを受賞[13]。
- 2017年5月18日 - 燃料電池自動車の将来の用途拡大に向け、東京都の帝都自動車交通、宮城県の仙台タクシー、埼玉県の大宮自動車、神奈川県の日野交通の4社の協力を受け、同年6月末をめどにタクシー運用を開始することを発表した[14]。
- 2018年7月19日 - 日本での発売を予告していたプラグインハイブリッド車「CLARITY PHEV（クラリティ ピーエイチイーブイ）」[10]を翌7月20日から発売すると発表。

パワートレインを燃料電池から2モーターハイブリッドシステム「SPORT HYBRID i-MMD」とバッテリーの組み合わせにしたもので、EV走行距離（充電電力使用時走行距離）は114.6km（ハイブリッド燃費はJC08モードで28.0km/L、WLTCモードで24.2km/L）を実現。また、販売開始に合わせてNCSネットワークの充電器約20,800基が利用できるホンダ独自の充電カードサービス「Honda Charging Service（ホンダ チャージング サービス）」を開始する。タイプ体系は「EX」のみの設定。リース販売形式だったアコードプラグインハイブリッドと異なり、全国のHonda Cars店で一般販売される。
- 2019年12月19日 - 燃料電池車のフューエル セルを一部改良[15]。

ドアミラーのカラーをルーフカラー（ボディカラーでクリスタルブラック・パール設定時は除く）と同じブラックに、アルミホイールの塗装をグレーメタリックにそれぞれ変更。ガラスは赤外線（IR）カット機能が追加されたほか、低温域での性能が向上された。なお、ボディカラーはブラックのルーフカラーと組み合わせた有料色の2トーン仕様で設定が変更され、赤系は「プレミアムブリリアントガーネット・メタリック」から「プレミアムディープロッソ・パール」に、ホワイトパール系は「ホワイトオーキッド・パール」から「プラチナホワイト・パール」へそれぞれ入れ替えとなった。
- 2020年6月11日 - 燃料電池車のフューエル セルにおいて、個人向けリースの取り扱いを開始したことが発表された。なお、水素ステーションの設置状況の関係で、取り扱い開始時点では、全国のHonda Carsのうち、26都道府県・35社のみとなる[16]。
- 2021年
  - 6月15日 - 同年12月末の狭山工場の閉鎖に伴い、同年12月末までにフューエル セル、PHEV共に日本仕様車の生産終了が公表された[17]。
  - 9月中旬 - フューエル セル、PHEVの各日本仕様車が生産終了。
  - 9月30日 - フューエル セル、PHEVの各日本仕様車が販売終了。前者は同社が日本市場におけるFCVから事実上一度撤退[注 1]する事となり、後者は販売期間が僅か3年2カ月で、同社が2017年9月から2020年8月まで販売していた10代目シビックセダン（日本仕様車）に次ぐ短命な車種となった。
  - 12月 - フューエル セル、PHEVの各北米仕様車が販売終了。名実共にクラリティの商標が消滅した。